# Saucisson au chocolat
Le saucisson au chocolat (salame al cioccolato en italien) est un dessert italien fait à base de cacao, de biscuits cassés, de beurre, d'œufs et parfois d'alcool comme le porto ou le rhum. Le dessert est devenu populaire à travers l'Europe et partout ailleurs, perdant souvent l'alcool en tant qu'ingrédient par la même occasion.

## Description

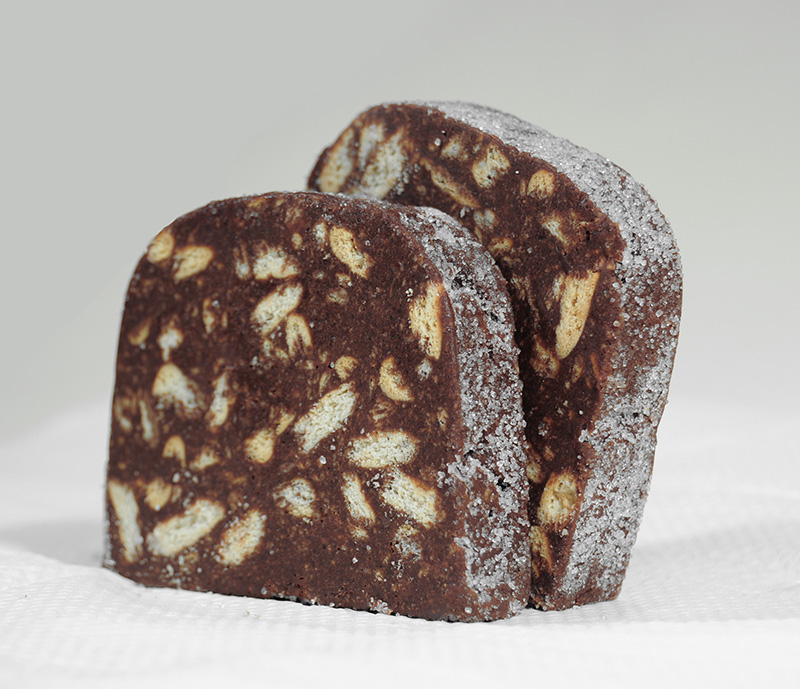
Saucisson au chocolat fabriqué au Portugal (par Lusoestrela).

Le saucisson au chocolat n'est pas un produit carné. L'appellation « saucisson » découle de sa ressemblance physique avec la charcuterie. Comme son homologue, le saucisson au chocolat est formé comme un long cylindre et est coupé en rondelles lorsqu'il est servi. Ces rondelles sont constituées d'une matrice brune et chocolatée (comme la viande rouge du salami) parsemée de morceaux de biscuit blanchâtres (comme les petites taches blanches de graisse dans le saucisson). Au Portugal, ils sont généralement fabriqués à partir de Biscuits Maria. Certaines variétés contiennent également des noix (amandes ou noisettes par exemple) hachées, et peuvent avoir la forme de truffes.

## À l'international
En Grèce, le saucisson au chocolat est appelé mosaiko ou kormos.
En Turquie, on l'appelle mosaik pasta (Gâteau Mosaïque).
En Roumanie, il est appelé salam de biscuiți (biscuit salami), et à probablement commencé durant les années 1970-1980, dans l'ère communiste, à cause des pénuries alimentaires.
En Uruguay, on l'appelle salchichón de chocolate (saucisse au chocolat).
Au Portugal, on l'appelle salame de chocolat.
En Italie, on l'appelle aussi salame al cioccolato ou, surtout en Sicile, salami turcu (salami turc).
En Lituanie, un dessert similaire est appelé tinginys (lituanien : paresseux). Composé de cacao, de biscuits cassés, de lait concentré, de beurre, et parfois de noix. Cependant, des recettes alternatives existent sous le même nom du plat.